# يوجين غراتسيا
يوجين غراتسيا (بالإنجليزية: Eugene Grazia)‏ هو لاعب هوكي الجليد أمريكي، ولد في 29 يوليو 1934 في ويست سبرينغفيلد في الولايات المتحدة، وتوفي في 9 نوفمبر 2014 في فلوريدا في الولايات المتحدة.

## وصلات خارجية
- يوجين غراتسيا على موقع EliteProspects.com (الإنجليزية)
- يوجين غراتسيا على موقع HockeyDB.com (الإنجليزية)
- يوجين غراتسيا على موقع أوليمبيديا (الإنجليزية)